# Владимир Памуков
Владимир Памуков е спортен журналист.

## Биография
Владимир Памуков е роден на 4 февруари 1964 г. в Русе. Завършва спортното училище в Русе, профил „борба“. Магистър по журналистика на Софийския университет „Климент Охридски“ и магистър на Националната спортна академия. Работи във вестник „вестник „Труд“ от 1991 г., а от 1993 г. е шеф на спортния отдел на медията.
Първи носител е на наградата за спортна журналистика на името на Людмил Неделчев-Люпи и Николай Колев-Мичмана. Притежател на приза „Черноризец Храбър“ в категорията „Спортна журналистика“ за №1 в печатните медии. Три пъти журналист на годината на „Труд“ в период, когато вестника е с тираж над половин милион копия.
Отразявал е от мястото на събитието 6 летни олимпиади, както и финалите на 6 световни и 6 европейски първенства по футбол, също и над 250 мача на националния ни футболен тим със старт на „Парк де Пренс“ на 17 ноември 1993 г. В кариерата си има интервюта с футболните величия Диего Марадона, Лионел Меси, Роналдиньо, Йохан Кройф, Франц Бекенбауер, Ромарио, и стотици звезди на родния и световен спорт.
През журналистическата си кариера е автор и редактор на редица книги и фотоалбуми за известни български спортисти – „Стефка Костадинова – Да прескочиш света“, „Стоичков – Това съм аз“, „Валентин Йорданов – всичко е борба“, „Българска слава“ и „Армен Назарян – Роден победител“.
В средата на 90-те прави серия от документални филми по БНТ за най-популярните ни спортисти – Христо Стоичков, Валентин Йорданов, Любо Ганев и други. В този период съвместно с Красимир Минев е автор и водещ по Канал 1 на спортното предаване – „Планета Футбол“.
Владимир Памуков заедно с Красимир Минев е създател и на телевизионното предаване „Код Спорт“. Стартът му е през есента на 2015 г., като първият събеседник е Жозе Моуриньо, тогава треньор на „Челси“.
На 5 ноември 2018 година на церемония с близо 500 гости и 100 представители на медиите в София беше представена  биографията „Христо Стоичков. Историята“, написана от Владимир Памуков. Изданието достигна рекорден за една година тираж от 70 000 копия преди пандемията от Ковид-19 да спре презентациите в България и чужбина. Дотогава книгата беше представена в 11 града в страната, както и пред българската общност в Лондон, Чикаго, Торонто и Варшава. „Историята“ се отпечатва в 8-хиляден тираж на полски език и е промотирана във Варшава с участието на Христо Стоичков. През 2020 година биографията на единствения българин носител на „Златната топка“ излезе също на испански и английски език и вече е в мрежата на „Амазон“ и сайта 8hristo.com, представящ марката H8S.
Бестселъра „Историята“ стана първата родно издание, която се тиражира като аудио книга от световния лидер в книгоиздаването „Пенгуин Рандън Хаус“. Договор между българския издател „Софтпрес“ и американския гигант осигурява като екстра Христо Стоичков лично да чете биографията си.
На 28 септември 2020 година Владимир Памуков представи в София заедно с Тодор Шабански и фоторепортера Бончук Андонов уникално 400 странично издание „България на Олимп“ В него са описани всички успехи на родните спортисти в най-големия спортен форум. На церемонията по представянето Владимир Памуков приветства пред медии и гости 31 от 41 живи олимпийски шампиони на България, както и над 150 медалисти от състезанията под знака на петте преплетени кръга.